# Sherlock Holmes (série télévisée, 1951)
Pour les articles homonymes, voir Sherlock Holmes (série télévisée).
Sherlock Holmes est une mini-série britannique en six épisodes d'environ 35 minutes, inspirée de l'œuvre d'Arthur Conan Doyle, diffusée en direct du 20 octobre au 1er décembre 1951 sur la BBC.
Les épisodes sont actuellement considérés comme perdus.

## Fiche technique
- Titre original : Sherlock Holmes
- Décors : James Bould
- Production : Ian Atkins
- Société de production : BBC
- Pays d'origine :  Royaume-Uni
- Langue : anglais
- Format : Noir et blanc - 35 mm - 1,33:1 - Mono
- Durée : 6 épisodes de 35 minutes
- Genre : policier
- Date de sortie :  Royaume-Uni : 20 octobre 1951

## Distribution
- Alan Wheatley (en) : Sherlock Holmes
- Raymond Francis (en) : Docteur Watson
- Iris Vandeleur (en) : Mrs Hudson
- Bill Owen : Inspecteur Lestrade

## Épisodes

### Épisode 1
- Eric Maturin : Colonel Sebastian Moran
- Clement Hamelin : l'homme grand et mince
- Pamela Barnard : première infirmière

### Épisode 2
- Alan Judd : le roi de Bohême
- Olga Edwardes : Irene Adler
- John Stevens : Godfrey Norton

### Épisode 4
- Stanley van Beers : Inspecteur Forrester
- H.G. Stoker : Colonel Hayter
- Thomas Heathcote : Alec Cunningham

### Épisode 5
- Sebastian Cabot : Jabez Wilson
- Martin Starkie : Vincent Spaulding
- Larry Burns : Duncan Ross

### Épisode 6
Alvys Maben : Lady Hilda Trelawney Hope
- John Robinson : Lord Trelawney Hope
- John Le Mesurier : Eduardo Lucas